# Jompanahalli, Heggadadevankote
Jompanahalli là một làng thuộc tehsil Heggadadevankote, huyện Mysore, bang Karnataka, Ấn Độ.